# Decrowning
A Decrowning a finn Amoral nevű zenekar második albuma, mely 2005-ben jelent meg a Spikefarm Records gondozásában.

## Dalok
1. Showdown – 06:09
2. Lacrimal Gland – 04:11
3. Decrowning – 04:34
4. Tiebreaker – 03:41
5. Drug of Choice – 02:52
6. Denial 101 – 04:45
7. Control Cancer – 04:44
8. Raptus – 02:38
9. Warp – 02:16
10. Bleeder – 05:05
11. Wild Side - (Mötley Crüe feldolgozás)¹

¹ bónuszdal a japán kiadáson

## Közreműködők
- Ben Varon – gitár
- Silver Ots –  gitár
- Niko Kalliojärvi – ének
- Erkki Silvennoinen - basszusgitár
- Juhana Karlsson – dob

## Vendégzenészek
- Ari Perkele (Dauntless) – háttérvokál
- Sami Helle (Dauntless) – háttérvokál
- J (Elenium) – háttérvokál
- Markus Vanhala (Omnium Gatherum) – gitár